# Chungha
Kim Chan-mi (Seúl, 9 de febrero de 1996), más conocida como Chungha, es una cantante y bailarina surcoreana. Es popularmente conocida por haber participado en Produce 101, un programa donde el público elige a las integrantes para formar un nuevo grupo, I.O.I. Chungha formó parte del grupo desde su debut hasta su disolución en enero de 2017. Después de la separación de I.O.I, Chungha debutó como solista el 7 de junio de 2017 con su primer miniálbum, Hands on Me.

## Primeros años
Chungha nació el 9 de febrero de 1996 en Songpa-gu, Seúl, Corea del Sur, pero vivió en Texas durante siete años. Reveló en Hit the Stage que casi dejó de bailar debido a problemas financieros, pero le pidió a su familia que le permitiera continuar mientras tuviesen confianza en ella.

## Carrera

### 2016-19:Produce 101y debut
Del 22 de enero al 1 de abril, Chungha representó a su empresa, MNH Entertainment  en Produce 101. El 10 de junio, YMC Entertainment reveló que Chungha formaría parte de una subunidad de I.O.I para promocionar «Whatta Man», durante el verano de 2016. El 30 de junio, se reveló que Chungha haría un cameo en el drama Entourage, junto con Nayoung. El 24 de julio, se anunció que la cantante formaría parte del elenco de Hit the Stage. En un episodio interpretó «Last Love» y ganó el séptimo lugar y al final del programa ganó el sexto lugar. El 18 de agosto, se anunció que Chungha colaboraría con Yoojung, Somi y Heehyun en la canción «Flower, Wind and You» producida por Boi B, la cual se lanzó el 29 del mismo mes. 

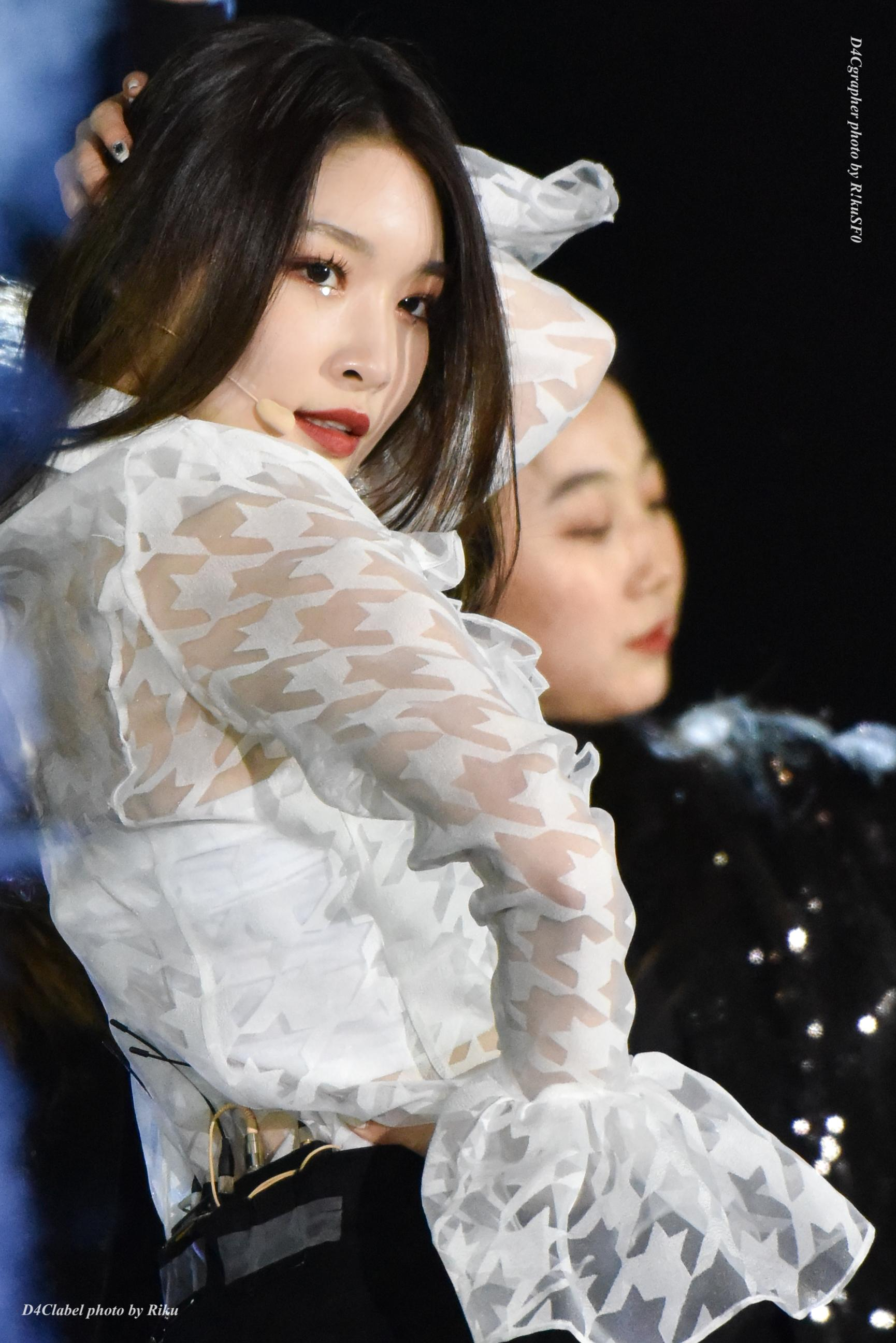
Chungha en marzo de 2018.

 El 21 de diciembre, MNH Entertainment confirmó que la cantante debutaría como solista a principios de 2017 después de la separación de I.O.I. El 23 de diciembre, Chungha colaboró con Heo Jung-eun y Ooon de Halo en la canción «Snow In This Year» del drama coreano My Fair Lady.
El 10 de enero, se anunció que fue seleccionada para ser anfitriona de Ah! Sunday - A Running Miracle. El 21 de abril, lanzó su canción de predebut titulada «Week», seguido por su miniálbum Hands on Me, el 7 de junio con el sencillo «Why Don't You Know». Chungha posteriormente colaboró con Samuel en la canción «With U» de su álbum debut Sixteen, y en el sencillo de Babylon, «La La La». A partir del 3 de septiembre, reemplazó a Kisum como DJ del programa de radio Listen, y el 19 de septiembre, se anunció que sería MC de FashionN's Please Take Care of Vanity junto con Leeteuk y Han Chae-young. El 22 de noviembre, el primer episodio de su propio reality, Chungha's Free Month, fue lanzado en Youtube y NaverTV.
Chungha lanzó su segundo miniálbum, Offset el 17 de enero de 2018. El EP contiene cinco canciones, incluyendo el sencillo «Roller Coaster». El 26 de junio, MNH Entertainment confirmó que regresaría el 18 de julio con su tercer miniálbum titulado Blooming Blue, con «Love U» como sencillo principal. Chungha se convirtió en embajadora del Festival Internacional de Cine de Arquitectura de Seúl en octubre del mismo año. El 8 de agosto, se anunció que Chungha formaría parte de Station Young, un grupo proyecto integrado por Seulgi (Red Velvet), Soyeon ((G)I-DLE) y SinB (GFriend). El grupo lanzó «Wow Thing» el 28 de septiembre. La cantante colaboró con Yesung en la canción «Whatcha Doin'», con un vídeo musical lanzado el 16 de diciembre.
El 2 de enero de 2019, lanzó la canción «Gotta Go». El 9 de enero, Chungha ganó su primer trofeo en Show Champion. Apareció en el nuevo sencillo de Ravi, «Live», que se lanzó el 18 de febrero. Chungha lanzó su cuarto EP, Flourishing, el 24 de junio de 2019, junto con el videoclip de «Snapping». En agosto, Chungha se unió a la banda sonora del drama de tvN, Hotel Del Luna. La canción, titulada «At the End», fue lanzada el 3 de agosto de 2019. Chungha colaboró con Grizzly en la canción «Run», lanzada el 22 de agosto y con Mommy Son en el sencillo «Fast», lanzado en septiembre para JTBC Seoul Marathon. En octubre, colaboró con el rapero indonesio Rich Brian en el sencillo «These Nights». La canción formó parte del segundo álbum recopilatorio de 88rising como sencillo principal. Chungha apareció en «Remedy» del rapero Changmo para su álbum Boyhood, lanzado el 25 de diciembre. Por sus logros en 2019, Chungha fue galardonada con el premio Productor del año y Actuación candente del año con «Gotta Go» en los Gaon Chart Music Awards.

### 2020-2023: Ingreso al mercado americano,QuerenciayBare & Rare
En enero de 2020, Chungha colaboró con Paul Kim en el sencillo «Loveship», que fue lanzado el 21 de enero de 2020. Ella formó parte de la banda sonora del drama Dr. Romantic 2 con la canción «My Love», publicada el 4 de febrero de 2020. Chungha hizo su primer regreso en 2020 con un nuevo sencillo, «Everybody Has» el 29 de febrero como parte del proyecto New.wav de MNH Entertainment. El 10 de marzo, MNH Entertainment anunció que Chungha había firmado con la agencia estadounidense, ICM Partners, para sus promociones estadounidenses y globales. En abril, colaboró con Changmin de TVXQ en la canción «Lie». La canción fue incluida en el álbum debut de Changmin, Chocolate. El 27 de abril, Chungha lanzó su primer sencillo de prelanzamiento, «Stay Tonight», para su próximo primer álbum de estudio.
Chungha lanzó el sencillo «My Friend» producido por Zion.T el 30 de mayo. Luego colaboró con Sprite en el sencillo promocional «Be Yourself». También fue parte del proyecto MNH, New.wav. El 6 de julio, Chungha lanzó su segundo sencillo de prelanzamiento, «Play». El maxi single, que consta de dos sencillos prelanzados, alcanzó el 7° puesto en Gaon Albums Chart con 12 613 copias vendidas. Se anunció que Chungha aparecerá en Law of the Jungle in Wild Korea.
El 14 de septiembre, participó en la banda sonora «You're In My Soul» del drama Youth Record. Colaboró con el cantante danés Christopher en el sencillo «Bad Boy». Una versión en vivo fue lanzada el 23 de septiembre y un video musical el 25 de septiembre.
Chungha firmó con 88rising en noviembre de 2020. Luego colaboró con R3hab en el sencillo "Dream of You" lanzado el 27 de noviembre de 2020.
El 7 de diciembre, se confirmó que Chunghee dio positivo por COVID-19. Todas sus actividades se habían suspendido temporalmente para realizar su aislamiento. También se perdió una conferencia de prensa en vivo para el nuevo programa, Running Girls. El cuarto sencillo de prelanzamiento, «X», fue pospuesto junto con el primer álbum de estudio Querencia. El sencillo fue lanzado el 19 de enero de 2021, mientras que el disco se publicará el 15 de febrero.
Chungha apareció en "Why Don't We" de Rain, que es la canción principal de su tercer EP Pieces by Rain. El EP y el vídeo musical se lanzaron el 3 de marzo de 2021.Chungha y los miembros de I.O.I celebraron su quinto aniversario de debut con un programa de reunión en vivo llamado "Yes, I love it!" el 4 de mayo de 2021. 
El 8 de junio de 2021, Chungha colaboró con Colde en el sencillo "My Lips Like Warm Coffee".Luego participó en la banda sonora de One the Woman con el sencillo "Someday". En octubre de 2021, Chungha hizo una colaboración especial con el equipo de baile LACHICA en el sencillo "Bad Girl" para el Street Woman Fighter Special.
El 29 de noviembre de 2021, Chungha lanzó el sencillo especial "Killing Me".
El 11 de julio de 2022, Chungha lanzó la primera parte de su segundo álbum de larga duración, Bare & Rare, con su sencillo principal "Sparkling".
En enero de 2023, la agencia confirmó que Chungha había decidido no renovar su contrato que finalizará en marzo.
El 29 de abril de 2023, expiró el contrato de Chungha con MNH Entertainment.
El 10 de octubre de 2023, se anunció que Chungha firmó con el sello More Vision de Jay Park.

## Influencia
Chungha ha declarado que IU es su modelo a seguir, ya que admira la forma en la que puede cantar, bailar e interpretar.También ha declarado que algunos de sus modelos a seguir son los solistas BoA y Lee Hyori. 

## Anuncios
La cantante ha modelado para varias marcas que van desde electrónica hasta ropa y cosméticos. Su primer modelaje fue para Nike, Nike x W Korea, junto a Amber Liu y May J Lee en 2017.

## Discografía

### Álbumes de estudio
- 2021: Querencia
- 2022: Bare&Rare

### EPs
- 2017: Hands on Me
- 2018: Offset
- 2018: Blooming Blue
- 2019: Flourishing

## Filmografía

### Dramas
| Año  | Título                    | Cadena          | Notas                                  | Ref.   |
| ---- | ------------------------- | --------------- | -------------------------------------- | ------ |
| 2016 | Entourage                 | TVN             | Aparición corta con Nayoung            | [ 63 ] |
| 2017 | Idol Drama Operation Team | KBS             | Aparición corta en los episodios 5 y 6 |        |
| 2018 | YG Future Strategy Office | YouTube         | Aparición corta en el episodio 4       | [ 64 ] |
| 2018 | Top Management            | YouTube Premium | Aparición corta en el episodio 14      |        |

### Programas de variedades
| Año  | Título                         | Cadena | Notas                                                   |
| ---- | ------------------------------ | ------ | ------------------------------------------------------- |
| 2016 | Hit the Stage                  | Mnet   | Competidora en los episodios 3, 4, 10 con Choi Yoo-jung |
| 2017 | Ah! Sunday - A Running Miracle | EBS1   | Anfitriona                                              |
| 2017 | I Can See Your Voice 4         | Mnet   | Miembro del panel en el episodio 2                      |
| 2018 | Hello Counselor                | KBS2   | Invitada en el episodio 348                             |
| 2018 | Produce 48                     | Mnet   | Presentadora en el episodio 5                           |
| 2019 | Running Man                    | SBS    | Invitada en los episodios 434 y 457                     |
| 2020 | Running Girls                  | SBS    | Miembro del panel                                       |